# Bec

A- Generalista (ex: cornella); B- Insectívor (ex: papamosques); C- Granívor (ex: mosquiter); D- Menjador de llavors (ex: trenca-pinyes); E- Nectívor (ex: colibrís); F- Frugívors (ex: tucans); G- Cisellador (ex: picots); H- Atrapa-peixos (ex: pelicà); I- Pescador en vol rasant (ex: bec de tisora); J- Sondadors de superfície (ex: bec d'alena); K- Sondadors (ex: Bec d'ibis); L- Alimentació per filtre (ex: flamenc); M- Pescador aeri (ex: blauet); N- Pesca en persecució (ex: cabusset);O- Carronyaire (ex: voltor); P- Rapinyaire (ex: àguila).

El bec és una estructura anatòmica externa còrnia dels ocells que —a més de permetre’ls menjar— fan servir per endreçar-se, manipular objectes, matar preses, cercar menjar, fer la cort i alimentar les cries. També pot referir-se al rostre més o menys allargat o de natura còrnia d'altres animals, com el de les tortugues, el d'alguns insectes (per exemple curculiònids), el dels cefalòpodes, el d'algunes balenes o el de l'ornitorrinc.

## Anatomia

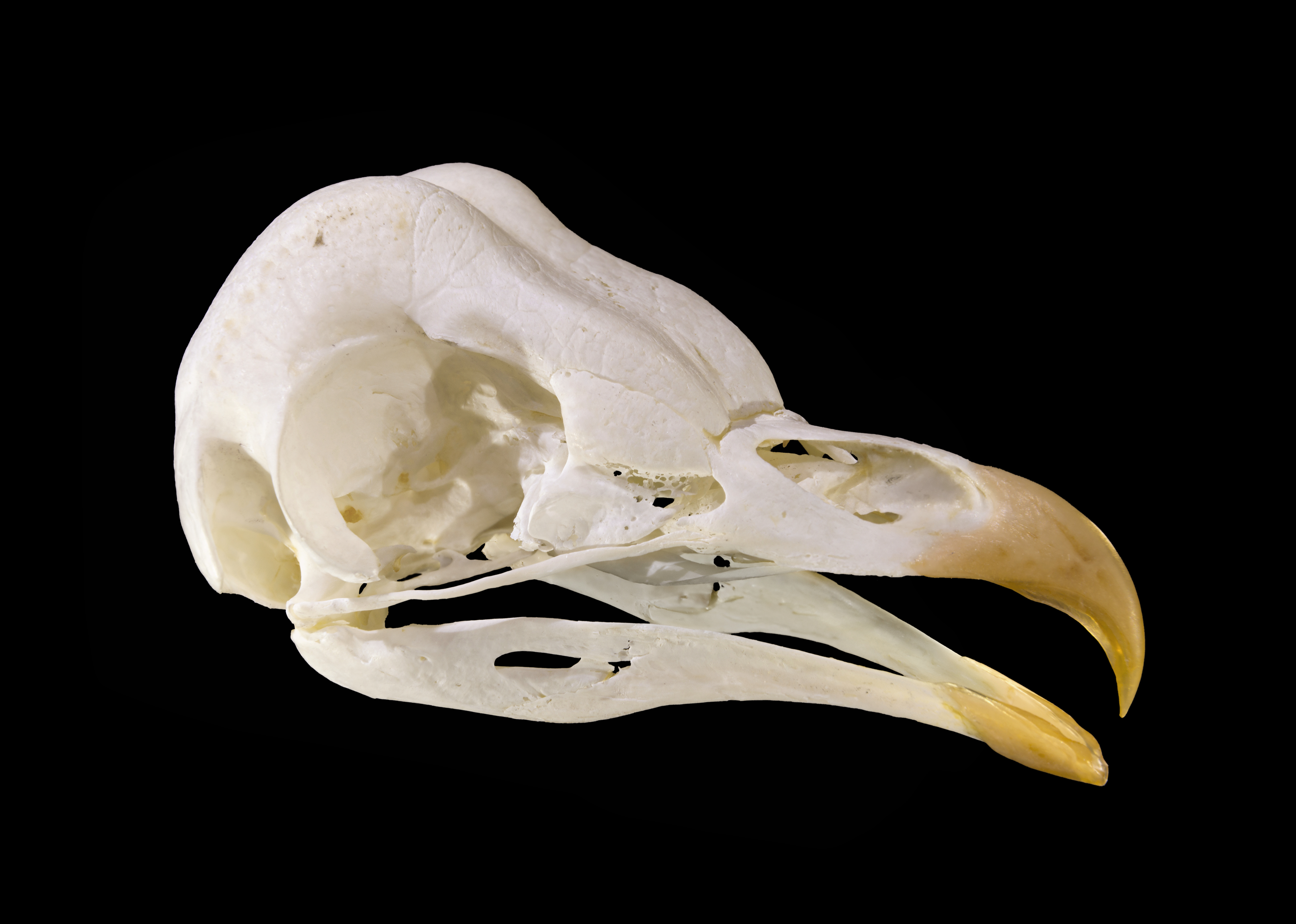
El nucli ossi del bec és una estructura lleugera, com el que es veu al crani d'aquest mussol.

Els becs poden variar significativament de mida d'una espècie a una altra. El bec es compon pel maxil·lar superior i el maxil·lar inferior.
Alguns pardals empren teixit mort en la punta del bec per a les tasques més dures, com ara trencar nous o matar preses. En altres, com els ànecs, la punta del bec conté nervis per a localitzar objectes al palp. El bec es desgasta amb l'ús, per això creix contínuament al llarg de tota la vida de l'au.
A diferència de les mandíbules amb dents, el bec no s'usa per mastegar. L'au engoleix el menjar sencer, què es trenca en la morella.
Hi ha alguns pardals amb becs inusuals com el colibrí, el tucà o el becplaner.
Les mandíbules superiors i, en alguns casos, inferiors, estan reforçades internament per una complexa xarxa tridimensional d'espícules òssies (o trabècules) assegudes en teixit conjuntiu tou i envoltades per les capes dures externes del bec. L'aparell de la mandíbula aviària està format per dues unitats: un mecanisme d'enllaç de quatre barres i un mecanisme d'enllaç de cinc barres.

### Mandíbula
La mandíbula és normalment òssia i buida per dins per facilitar el vol. La superfície externa del bec està coberta d'una beina còrnia de queratina anomenada ramfoteca. Entre la còrnia exterior i l'os hi ha una capa vascular que conté vasos sanguinis i terminacions nervioses. La ramfoteca inclou tanmateix el bony que es pot observar en alguns cignes, com el cigne mut.

### Ramfoteca
La ramfoteca es subdivideix en la rinoteca de la mandíbula superior i la gnatoteca de la mandíbula inferior. Aquesta coberta sorgeix de la capa de Malpighi de l'epidermis de l'ocell, que creix a partir de plaques a la base de cada mandíbula. Hi ha una capa vascular entre la ramfoteca i les capes més profundes de la dermis, que s'uneix directament al periosti dels ossos del bec. La ramfoteca creix contínuament en la majoria d'ocells i en algunes espècies, el color varia segons les estacions.En alguns àlcids, com els frarets, parts de la ramfoteca es desprenen cada any després de l'època de reproducció, mentre que alguns pelicans desprenen una part del bec anomenada "banya de bec" que es desenvolupa en l'època de reproducció.

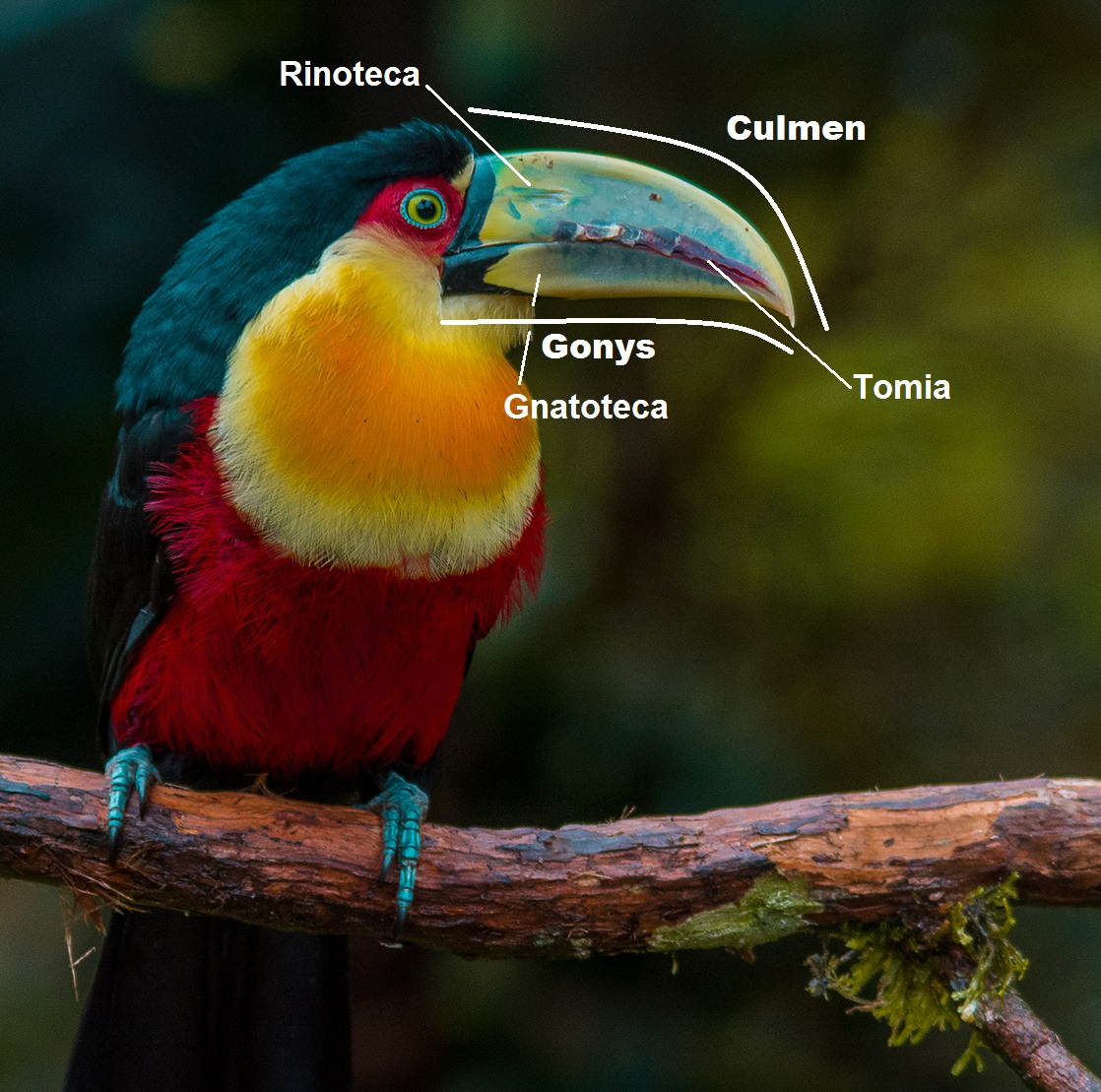

Tot i que la majoria dels ocells existents tenen una única ramfoteca sense costures, les espècies d'algunes famílies, inclosos els albatros i l'emú, la tenen composta que consisteix en diverses peces separades i definides per solcs queratinosos més suaus. Els estudis han demostrat que aquest era l'estat ancestral primitiu de la ramfoteca i que, a través de l'evolució, l'actual és el resultat de la pèrdua gradual dels solcs definitoris.

### Tomium

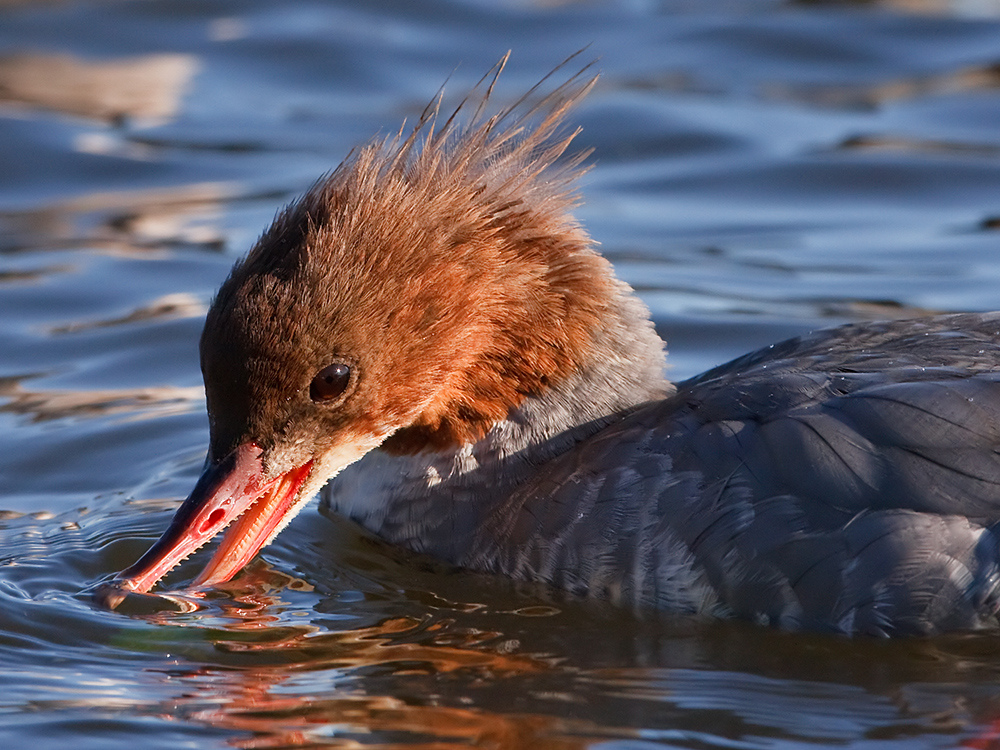
Les dents de serra del bec d'un bec de serra gros l'ajuden a subjectar amb força els peixos apressats.

El tomium (tomia en plural) són les vores de tall de les dues mandíbules. En la majoria dels ocells, aquestes van des d'arrodonides fins a lleugerament afilades, però algunes espècies han evolucionat amb modificacions estructurals que els permeten manejar millor les fonts d'aliments habituals. Els ocells granívors (mengen llavors), per exemple, tenen crestes a les tomia que ajuden l'ocell a tallar la pellofa d'una llavor. La majoria dels falcons tenen una projecció afilada al llarg de la mandíbula superior, amb una osca corresponent a la mandíbula inferior. Utilitzen aquesta "dent" per tallar fatalment les vèrtebres de les preses o per trencar insectes. Alguns milans, principalment els que s'alimenten d'insectes o llangardaixos, també tenen una o més d'aquestes projeccions afilades, com els lànids. Les dents tomials dels falcons estan revestides per un os, mentre que les dents tomials dels lànids són totalment queratinoses. Algunes espècies que mengen peixos, per exemple, els becs de serra, tenen dents de serra al llarg de la tomia que els ajuden a mantenir les preses relliscoses.
Els ocells d'aproximadament 30 famílies tenen les tomia folrada de filaments molts curts estretament agrupats al llarg de tota la seva longitud. La majoria d'aquestes espècies són insectívores (prefereixen les preses de closca dura) o menjadors de cargols i les projeccions en forma de raspall poden ajudar a augmentar el coeficient de fricció entre les mandíbules, millorant així la capacitat de l'ocell per subjectar preses dures. Les estries dels becs dels colibrís, que es troben en el 23% de tots els gèneres de colibrís, poden realitzar una funció similar, permetent retenir capturades eficaçment les preses d'insectes. També poden permetre que els colibrís de bec més curt succionin el nèctar, ja que poden subjectar i tallar amb més eficàcia els pètals de flors llargues o ceroses. En alguns casos, el color de les tomia d'un ocell pot ajudar a distingir entre espècies similars. L'oca de les neus, per exemple, té un bec de color rosa vermellós amb tomia negres, mentre que tot el bec de l'oca de Ross és de color rosa-vermell, sense tomia més fosques.

### Culmen

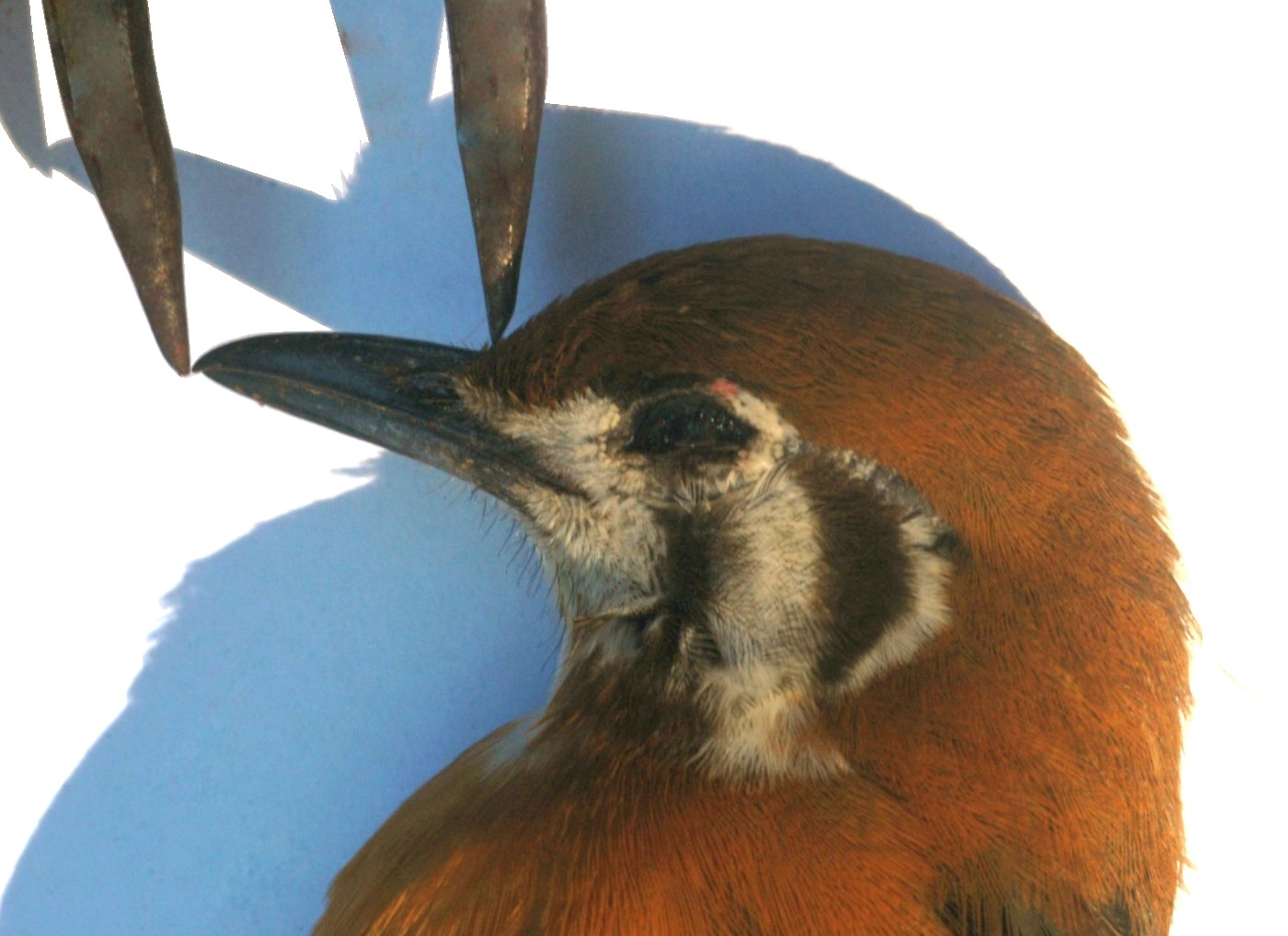
El culmen d'un ocell es mesura en línia recta des de la punta del bec fins a un punt fixat, aquí, on el plomatge comença al front de l'ocell.

El culmen és la carena dorsal de la mandíbula superior. L'ornitòleg E. Coues el va comparar amb la carena d'un sostre, és la “línia longitudinal mitjana més alta del bec” i va des del punt on la mandíbula superior emergeix des de les plomes del front fins a la punta. La longitud del bec al llarg del culmen és una de les mesures habituals que es fan durant l'anellament d'ocells i és especialment útil en estudis sobre l'alimentació. Hi ha diverses mesures estàndard que es poden fer: des de la punta del bec fins al punt on comença la ploma al front, des de la punta fins a la vora anterior de les fosses nasals, des de la punta fins a la base del crani o des de la punta fins al cere (part carnosa en la base del bec) per a rapinyaires i mussols) — i els científics de diverses parts del món generalment afavoreixen un mètode sobre un altre. En tots els casos, es tracta de mesures de corda (mesurades en línia recta d'un punt a un altre, ignorant qualsevol corba del culmen) fetes amb peu de rei.
La forma o el color del culmen també poden ajudar a identificar els ocells al camp. Per exemple, el culmen del bec creuat del trencapinyes becgrós està fortament corbat, mentre que el del trencapinyes, molt semblant, és més moderadament corbat. El culmen d'una calàbria grossa és tot fosc, mentre que el de la calàbria de bec pàl·lid, de plomatge molt semblant, és pàl·lid cap a la punta (d'aquí el nom).

### Comissura

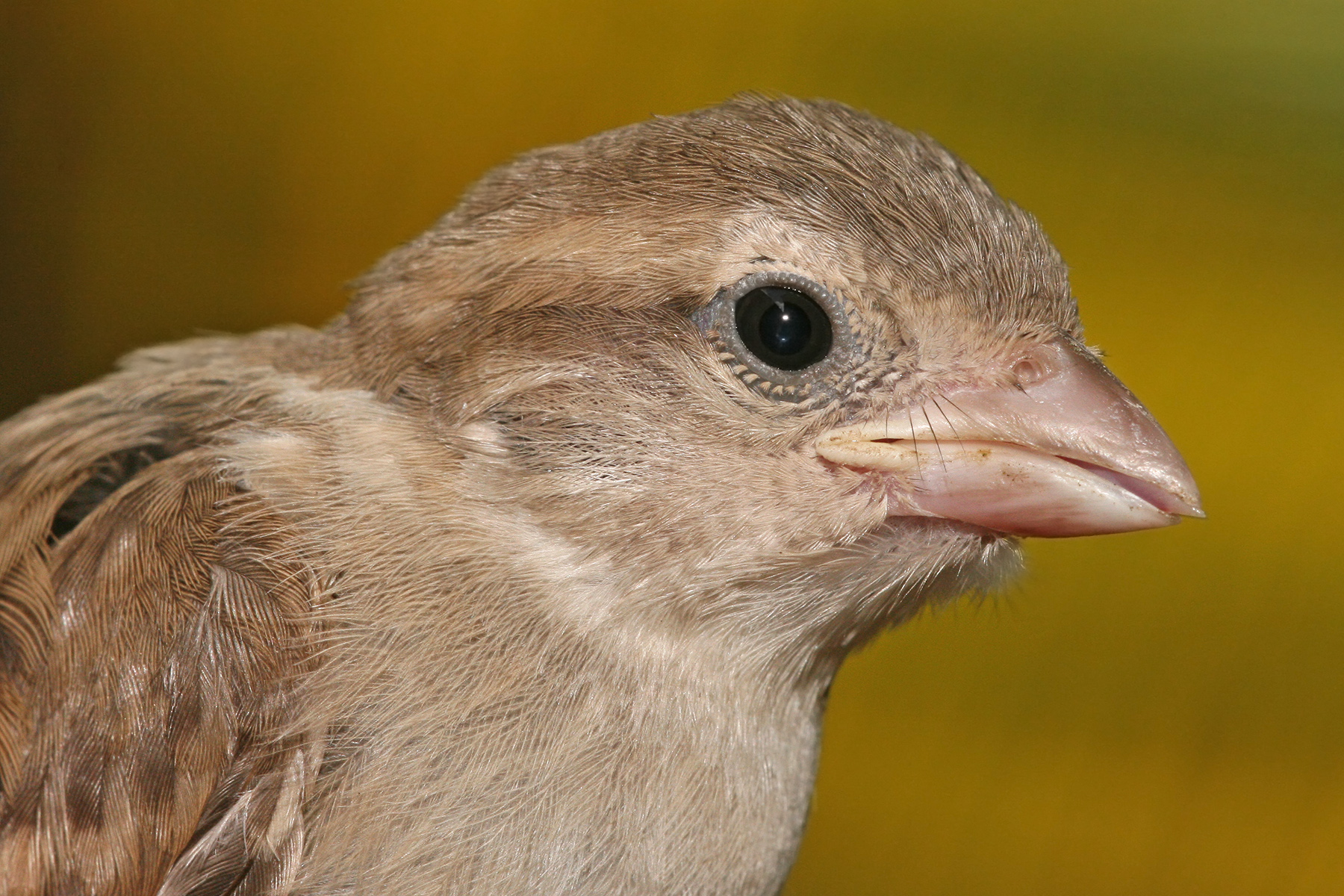
La brida d'aquest pardal juvenil és la regió groguenca a la base del bec.

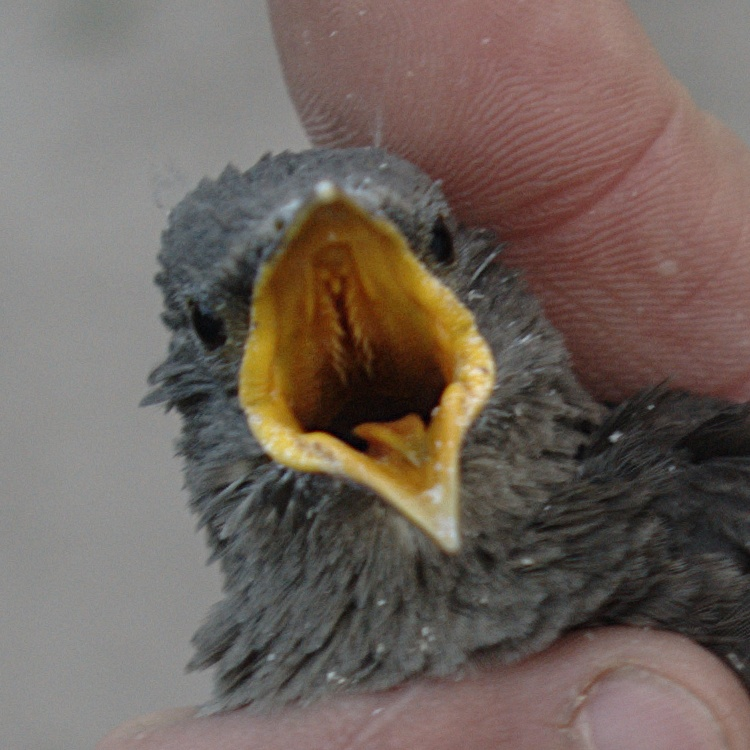
La cavitat bucal dels ocells altricials juvenils solen ser de colors brillants, com en aquest estornell comú.

Segons l'ús, la comissura pot referir-se a la unió de les mandíbules superior i inferior, o alternativament, a l'aposició de la longitud completa de les mandíbules tancades, des de les laterals de la boca fins a la punta del bec.

### Cavitat bucal
En anatomia dels ocells, la cavitat bucal és l'interior de la boca oberta d'un ocell i la brida és la regió on les dues mandíbules s'uneixen a la base del bec. L'amplada de l'escletxa pot ser un factor en l'elecció dels aliments.
La cavitat bucal dels ocells altricials juvenils solen ser de colors brillants, de vegades amb taques contrastades o altres patrons i es creu que són una indicació de la seva salut, forma física i capacitat competitiva. A partir d'això, els pares decideixen com repartir el menjar entre els pollets del niu. Algunes espècies, especialment de les famílies Viduidae i Estrildidae, tenen taques brillants a la boca conegudes com a tubercles o papil·les bucals. Aquestes taques nodulars són visibles fins i tot amb poca llum. Un estudi que examinava l'interior dels nius de vuit espècies de passeriformes va trobar que la cavitat bucal era visible en l'espectre ultraviolat (visible per als ocells però no per als humans). Els pares, però, poden no confiar únicament en la coloració de la cavitat bucal i altres factors que influeixen en la decisió segueixen sent desconeguts.
En diversos experiments s'ha demostrat que el color vermell de la cavitat bucal indueix a l'alimentació. Un experiment en la manipulació de la mida de la cria i el sistema immunitari amb cries d'oreneta va mostrar que la vivacitat de la cavitat bucal estava positivament correlacionada amb la immunocompetència (capacitat del cos de produir una resposta immune normal després de l'exposició a un antigen) per mitjà de cèl·lules T i que la mida de la cria més grossa i la injecció d'un antigen van provocar una cavitat bucal menys vistosa. Per contra, la boca vermella del cucut comú (Cuculus canorus) no va induir una alimentació addicional als pares hostes. Alguns paràsits de cria, com ara el cucut xiulador (C. fugax), tenen taques de colors a l'ala que imiten el color de la boca de les espècies parasitades.
Quan neix, la cavitat bucal del pollet és carnosa. A mesura que creix fins a convertir-se en una cria, la brida roman una mica inflamada i, per tant, es poden utilitzar per reconèixer que un ocell en particular és jove. Quan arribi a l'edat adulta, la brida ja no serà visible.

### Narius

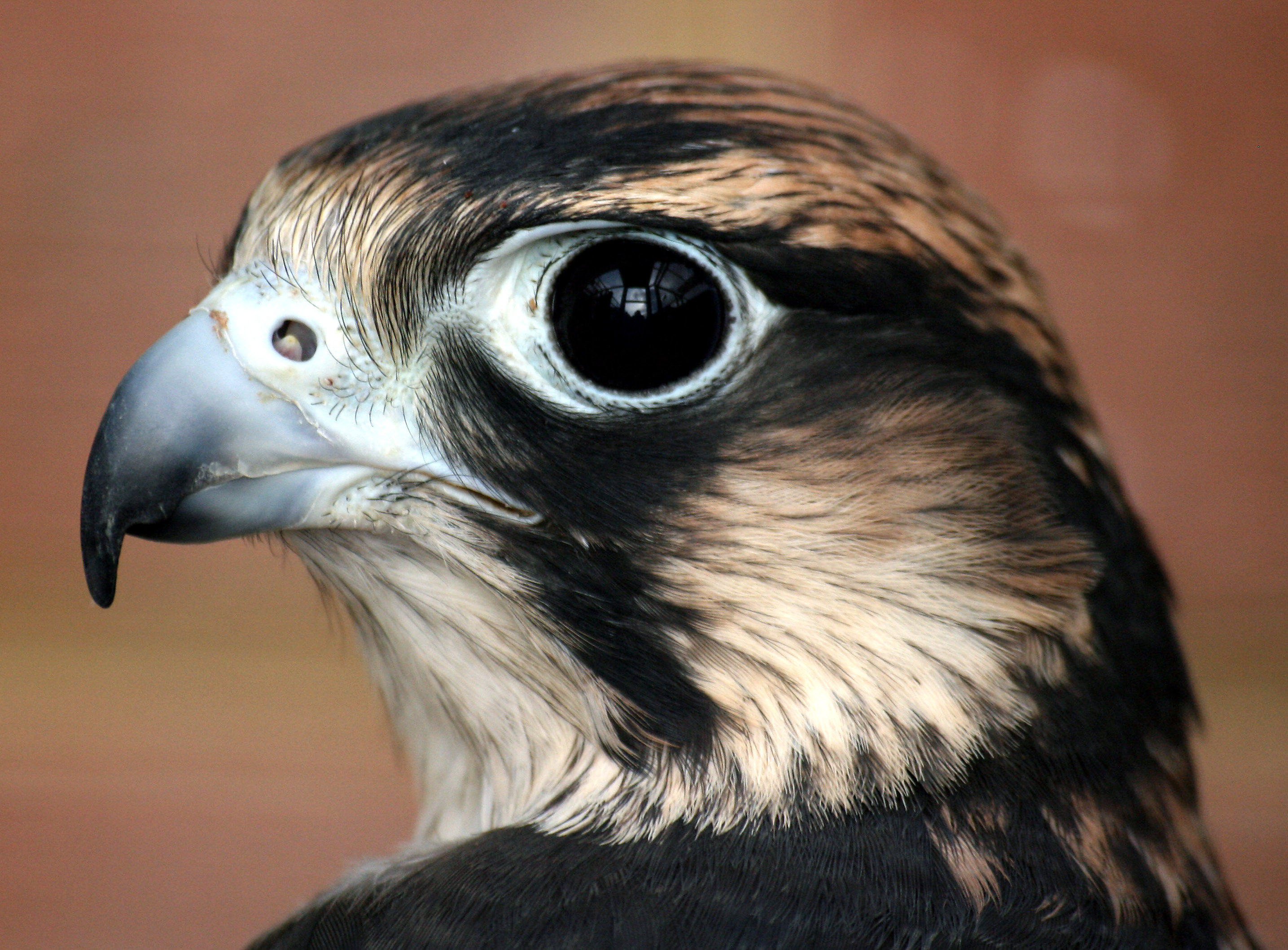
Els falcons tenen un petit tubercle dins de cada nariu.

El bec té dos orificis anomenats narius (de forma circular, ovalada o en forma d'escletxa) que condueixen a les cavitats nasals dins del crani de l'ocell i d'aquí amb el sistema respiratori. Els narius es troben normalment sobre el bec, encara que en alguns ocells són sobre una part carnosa en la base del bec anomenada cere (del llatí «cera»). Els falcons, lloros, paràsits (Stercorarius) i cotorres, entre d'altres, presenten ceres. Les cotorres són dimòrfiques, ja que les ceres dels mascles esdevenen blau clar quan són adults i brunes les de les femelles. En la majoria d'espècies d'ocells, els narius. es troben al terç basal de la mandíbula superior. Els kiwis són una excepció notable; el nas es troba a la punta del bec. Un grapat d'espècies no tenen narius externes. Els corbs marins i els anhingues tenen narius externs primitius quan són cries i es tanquen poc després de l'emplomada; els adults d'aquestes espècies (i els mascarells de totes les edats, que també no tenen orificis nasals externs) respiren per la boca. Normalment hi ha un septe nasal ossi o cartilaginós que separa els dos narius, però en algunes famílies (incloses les gavines, les grues i els voltors del Nou Món) els falta el septe nasal. Tot i que els narius estan descoberts en la majoria d'espècies, en alguns grups d'ocells estan cobertes de plomes, com ara el gall fer, perdius de la família Lagopus, corbs i alguns picots. Les plomes de les fosses nasals de la perdiu cuablanca (Lagopus leucura) l'ajuden a escalfar l'aire que inhalen, mentre que les de les fosses nasals d'un picot l'ajuden a evitar que les partícules de fusta obstrueixin els conductes nasals.
Les espècies d'ocells de l'ordre Procel·lariformes tenen orificis nasals tancats en tubs dobles que s'asseuen al damunt o als costats de la mandíbula superior. Aquestes espècies, que inclouen els albatros, petrels, fulmarus i baldrigues, en el món anglosaxó encara són àmpliament conegudes com a "tubenoses" degut a incloure conductes al bec com els narius i un tub per secretar l'excés de sal ingerit en menjar. Algunes espècies, inclosos els falcons, tenen un petit tubèrcul ossi que sobresurt de les narius. La funció d'aquest tubèrcul es desconeix. Alguns científics suggereixen que pot actuar com un deflector, alentint o difonent el flux d'aire a les fosses nasals (i permetent així que l'ocell continuï respirant sense danyar el sistema respiratori) durant immersions a gran velocitat, però aquesta teoria no s'ha demostrat experimentalment. No totes les espècies que volen a gran velocitat tenen tubèrculs, mentre que algunes espècies que volen a velocitats baixes en tenen.

### Opercle

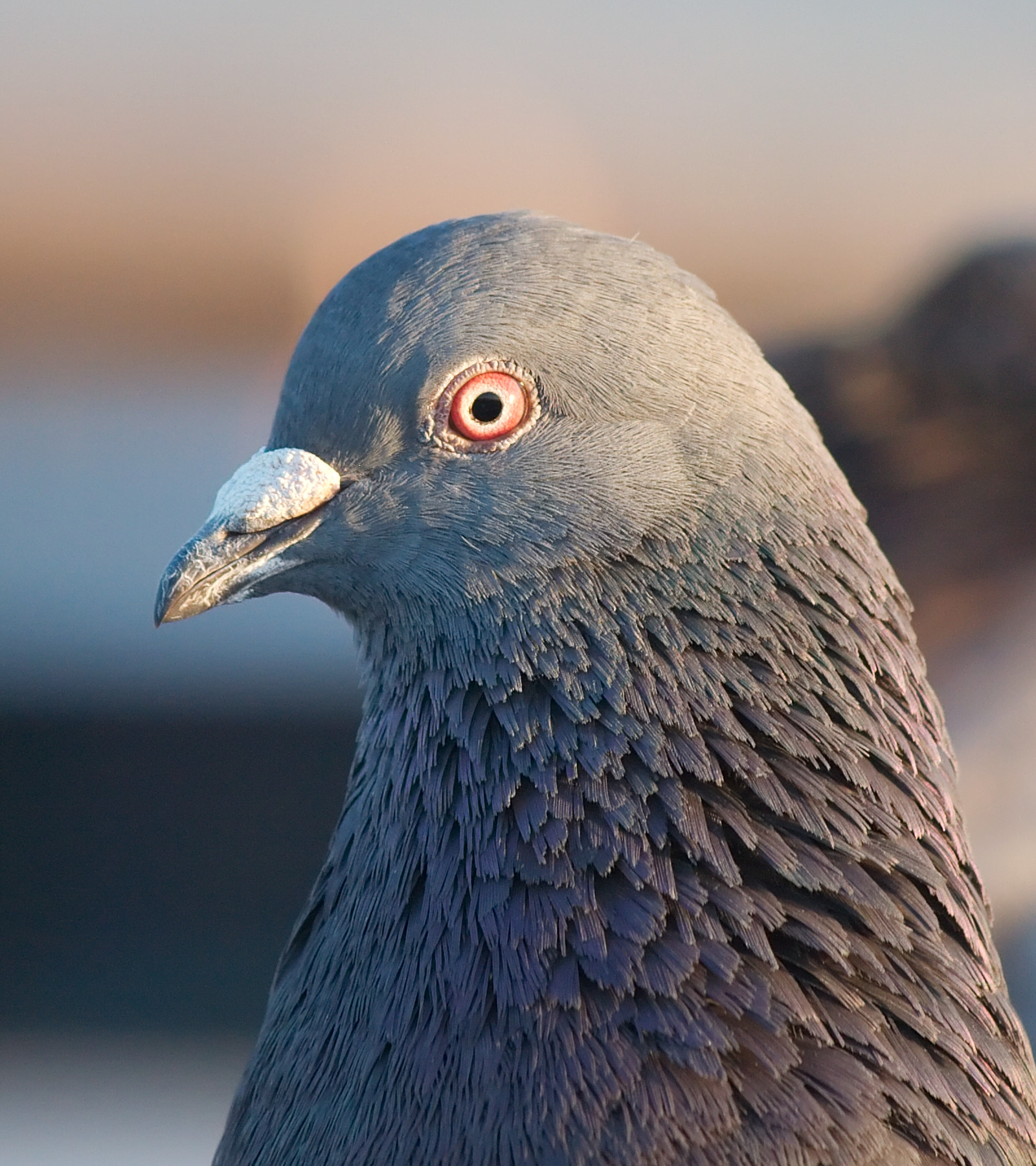
L'opercle del colom roquer és una massa a la base del bec.

Els narius d'alguns ocells estan coberts per un opercle, una solapa membranosa, còrnia o cartilaginosa. En els ocells bussejadors, l'opercle fa de tap a l'aigua i evita que entri en la cavitat nasal; quan els ocells es submergeixen, la força d'impacte de l'aigua tanca l'opercle. Algunes espècies que s'alimenten de flors tenen opercles per ajudar a evitar que el pol·len obstrueixi els passos nasals, mentre que els opercles de les dues espècies d'Attagis ajuden a mantenir la pols fora. Les narius dels pollets de podarg australià estan coberts d'opercles grossos en forma de cúpula que ajuden a reduir la ràpida evaporació del vapor d'aigua i també poden ajudar a augmentar la condensació dins dels mateixos orificis nasals, ambdues funcions crítiques, ja que les cries només obtenen fluids del menjar que els porten els pares. Aquests opercles es redueixen a mesura que els ocells creixen, desapareixent completament quan arriben a l'edat adulta. En els coloms, l'opercle ha evolucionat fins a convertir-se en una massa inflada suau que es troba a la base del bec, per sobre de les narius; encara que de vegades s'anomena cere, aquesta és una estructura diferent. Els tapaculs són els únics ocells coneguts que tenen la capacitat de moure els opercles.

### Cere
Els ocells d'un bon grapat de famílies —inclosos rapinyaires, mussols, estercoràrids, lloros, galls dindis i hocos— tenen una estructura cerosa anomenada cere (del llatí «cera», que significa “cera”) o ceroma que cobreix el base del bec. Aquesta estructura conté normalment els narius, excepte en els mussols, on els narius són distals al cere. Encara que de vegades, com en els lloros, té plomes, el cere és típicament nu i sovint de colors brillants. En rapinyaires, el cere és un senyal sexual que indica la "qualitat" d'un ocell; el carbassa del cere de l'arpella cendrosa, per exemple, es correlaciona amb la massa corporal i la condició física. El color del cere dels joves xots eurasiàtics té un component ultraviolat (UV), amb un pic UV que es correlaciona amb la massa de l'ocell. Un pollet amb una massa corporal més baixa té un pic UV a una longitud d'ona més alta que un pollet amb una massa corporal més alta. Els estudis han demostrat que els mussols pares alimenten preferentment els pollets amb ceres que mostren pics UV de longitud d'ona més alta, és a dir, pollets de pes més lleuger.
El color o l'aspecte del cere es pot utilitzar per distingir entre mascles i femelles en algunes espècies. Per exemple, el mascle d'hoco de carúncula groga té un cere groc, que la femella (i els mascles joves) no en tenen. El cere del periquito comú mascle és blau reial, mentre que el de la femella és d'un blau molt pàl·lid, blanc o marró.

### Ungla
Tots els ocells de la família dels anàtids (ànecs, oques i cignes) tenen una “ungla”, una placa dura de teixit corni a la punta del bec. Aquesta estructura en forma d'escut, que de vegades abasta tota l'amplada del bec, sovint es doblega a la punta per formar un ganxo. Té diferents propòsits depenent de la font principal d'aliment de l'ocell. La majoria de les espècies utilitzen aquesta ungla per extreure llavors del fang o la vegetació, mentre que els ànecs bussejadors l'utilitzen per treure els mol·luscs de les roques. Hi ha proves que l'ungla pot ajudar un ocell a agafar objectes. Les espècies que utilitzen forts moviments de presa per assegurar la captura (com quan agafen una granota grossa que es retorça) tenen ungles molt amples. Alguns tipus de mecanoreceptors, cèl·lules nervioses que són sensibles a la pressió, la vibració o el tacte, es troben sota l'ungla.
La forma o el color de l'ungla es pot utilitzar de vegades per ajudar a distingir entre espècies d'aspecte similar o entre diferents edats d'ocells aquàtics. Per exemple, el morell buixot té una ungla negra més ample que el morell petit molt similar. Les oques grises juvenils tenen les ungles fosques, mentre que la majoria dels adults tenen les ungles pàl·lides. L'ungla va donar a la família dels ocells silvestres un dels antics noms: "Unguirostres" prové del llatí «ungus», que significa “ungla” i «rostrum», que significa “bec”.

### Cerres
En anatomia dels ocells, les cerres del blec són plomes rígides semblants a pèls que sorgeixen al voltant de la base del bec. Són comuns entre els ocells insectívors, però també es troben en algunes espècies no insectívores. La seva funció és incerta, tot i que s'han proposat diverses possibilitats. Poden funcionar com una "xarxa", ajudant a la captura de preses voladores, encara que fins ara, no hi ha hagut proves empíriques que recolzin aquesta idea. Hi ha algunes evidències experimentals que suggereixen que si, per exemple, es perd una presa o es fa miques, poden evitar que les partícules impactin amb els ulls. També poden ajudar a protegir els ulls de les partícules que es troben en vol, o del contacte casual amb la vegetació. També hi ha proves que les cerres d'algunes espècies poden funcionar tàctilment, d'una manera similar a la dels bigotis dels mamífers (vibrissa). Els estudis han demostrat que els corpuscles d'Herbst, mecanoreceptors sensibles a la pressió i la vibració, es troben en associació amb les cerres. Poden ajudar en la detecció de preses, en la navegació en cavitats de nius enfosquides, en la recollida d'informació durant el vol o en el control de preses.

## Telolècit
En la majoria d'espècies d'ocells els pollets arribats a terme tenen una petita projecció aguda i calcificada al bec, que utilitzen per sortir de l'ou. Coneguda comunament com a telolècit, aquesta protuberància blanca és generalment a prop de la punta de la mandíbula superior, encara que algunes espècies en tenen una prop de la punta de la mandíbula inferior, i algunes espècies en tenen una a cada mandíbula. Malgrat que se la pot conèixer com dent d'ou, la projecció no és una dent real, com ho són les projeccions amb nom semblant d'alguns rèptils; en canvi, forma part del sistema tegumentari, igual que les urpes i les escates. El pollet que eclou primer fa servir el telolècit per trencar la membrana al voltant d'una cambra d'aire a l'extrem ample de l'ou. Aleshores picoteja la closca de l'ou mentre gira lentament dins de l'ou, i finalment (durant un període d'hores o dies) crea una sèrie de petites fractures circulars a la closca. Un cop ha trencat la superfície de l'ou, el pollet. continua tallant-la fins fer un gran forat. L'ou debilitat finalment es trenca sota la pressió dels moviments de l'ocell.
El telolècit és tan crític per a una eclosió exitosa de l'ou que els pollets de la majoria de les espècies moren sense eclosionar si no en desenvolupen un. Tanmateix, hi ha algunes espècies que no tenen telolècits. Els pollets dels megàpodids tenen un telolècit mentre encara són dins de l'ou, però el perden abans d'eclosionar, mentre que els pollets de kiwi mai en desenvolupen cap; els pollets d'ambdues famílies surten dels ous donant-los una puntada de peu. La majoria dels pollets perden els telolècits als pocs dies de l'eclosió, encara que els petrells els conserven durant gairebé tres setmanes i el gavotí jaspiat americà els té fins a un mes. En general, el telolècit cau, encara que en els ocells cantaires es reabsorbeix.

## Color
El color del bec d'un ocell és el resultat de les concentracions de pigments —principalment melanines i carotenoides— a les capes epidèrmiques, inclosa la ramfoteca. L'eumelanina, que es troba a les parts nues de moltes espècies d'ocells, és responsable de tots els tons de gris i negre; com més densos són els dipòsits de pigment que es troben a l'epidermis, més fosc serà el color resultant. La feomelanina produeix "tons de color terrós" que van des de l'or i el vermellós fins a diversos tons de marró. Encara que es creu que es produeix en combinació amb eumelanina en els becs que són de color beix o marró, els investigadors encara han d'aïllar la feomelanina de qualsevol estructura de bec.  Més d'una dotzena de tipus de carotenoides són els responsables de la coloració de la majoria dels becs vermells, taronges i grocs.
La tonalitat del color ve determinada per la barreja precisa de pigments vermells i grocs, mentre que la saturació ve determinada per la densitat dels pigments dipositats. Per exemple, el vermell brillant es crea per dipòsits densos de pigments majoritàriament vermells, mentre que el groc apagat és creat per dipòsits difusos de pigments majoritàriament grocs. El taronja brillant es crea per dipòsits densos de pigments vermells i grocs, en concentracions aproximadament iguals.  La coloració del bec ajuda a fer que les visualitzacions que utilitzen aquests becs siguin més evidents. En general, el color del bec depèn d'un combinació de l'estat hormonal i la dieta de l'ocell. Els colors solen ser més brillants a mesura que s'acosta l'època de reproducció i més pàl·lids després de la reproducció.
Els ocells són capaços de veure colors en el rang ultraviolat i se sap que algunes espècies tenen pics de reflectància ultraviolada (que indica la presència de color ultraviolat) al bec. La presència i la intensitat d'aquests pics poden indicar l'aptitud d'un ocell, la maduresa sexual o l'estat d'unió de parella. El pingüí reial i l'emperador, per exemple, mostren taques de reflectància ultraviolada només quan són adults. Aquestes taques són més brillants en ocells aparellats que en ocells que festegen. La posició d'aquestes taques al bec pot ser important per permetre que els ocells identifiquin els coespecífics. Per exemple, aquestes dues espècies de pingüins, de plomatge molt semblant, tenen taques reflectores dels UV en diferents posicions al bec.

## Dimorfisme
La mida i la forma del bec poden variar entre espècies i entre elles; en algunes espècies, la mida i les proporcions del bec varien entre mascles i femelles. Això permet als sexes utilitzar diferents nínxols ecològics, reduint així la competència intraespecífica. Per exemple, les femelles de gairebé tots els ocells litorals tenen el bec més llarg que els mascles de la mateixa espècie, i les femelles del bec d'alena nord-americà tenen el bec una mica més cap amunt que el dels mascles. Els mascles de les espècies de gavines més grosses tenen un bec més gros i més robust que el de les femelles de la mateixa espècie i els immadurs poden tenir un bec més petit i més esvelt que el dels adults. Molts calaus mostren dimorfisme sexual en la mida i la forma tant del bec com dels cascs i el bec prim i corbat de la femella huïa era gairebé el doble de llarg que el recte i més gruixut del mascle.
El color també pot diferir entre sexes o edats dins d'una espècie. Normalment, aquesta diferència de color es deu a la presència d'andrògens. Per exemple, als pardals domèstics, les melanines es produeixen només en presència de testosterona; els pardals mascles castrats, com les femelles, tenen el bec marró. La castració també impedeix el canvi de color estacional normal en els becs dels mascles de les gavines capnegre i dels cardenals anyil de front lila.

## Desenvolupament
El bec dels ocells té un os premaxil·lar fusionat, que està modulat per l'expressió del gen Fgf8 a la zona ectodèrmica frontonasal durant el desenvolupament embrionari.
La forma del bec està determinada per dos mòduls: el cartílag prenasal durant l'etapa embrionària primerenca i l'os premaxil·lar durant les etapes posteriors. El desenvolupament del cartílag prenasal està regulat pels gens Bmp4 i CaM, mentre que el de l'os premaxil·lar està controlat per TGFβllr, β-catenina i Dickkopf-3. TGFβllr codifica una proteïna cinasa serina/treonina que regula la transcripció gènica després de la unió del lligand; treballs anteriors han destacat el seu paper en el desenvolupament de l'esquelet craniofacial dels mamífers. La β-catenina està implicada en la diferenciació de les cèl·lules òssies terminals. Dickkopf-3 codifica una proteïna secretada que també s'expressa en el desenvolupament craniofacial dels mamífers. La combinació d'aquests senyals determina el creixement del bec al llarg dels eixos de longitud, profunditat i amplada. La reducció de l'expressió de TGFβllr fa disminuir significativament la profunditat i la longitud del bec embrionari de pollastre a causa del subdesenvolupament de l'os premaxil·lar. Contràriament, un augment de la senyalització Bmp4 donaria lloc a un os premaxil·lar reduït a causa del sobredesenvolupament del cartílag prenasal, que ocupa més cèl·lules mesenquimals per a la formació del cartílag, en lloc de l'os.

## Funcions

### Alimentació
Els becs de diferents espècies han evolucionat segons la seva dieta; per exemple, els rapinyaires tenen becs de punta afilada que faciliten la dissecció i mossegada del teixit dels animals de presa, mentre que els ocells passeriformes que s'especialitzen en menjar llavors amb closques especialment dures (com els durbecs i els cardinàlids) tenen uns becs grossos i robusts amb un alt poder de compressió (en el mateix principi que un trencanous creat per humans). Els ocells que pesquen per viure tenen un bec adaptat per a aquesta recerca; per exemple, els becs dels pelicans estan ben adaptats per agafar i empassar-se peixos sencers. Els picots tenen el bec ben adaptat per picotejar la fusta mentre cacen per menjar artròpodes.

### Picoteig autodefensiu
Els ocells poden mossegar o picar amb el bec per defensar-se.

### Exhibicions (per al festeig, la territorialitat o la dissuasió)
Algunes espècies utilitzen el bec en exhibicions de diversos tipus. Com a part del festeig, per exemple, el xarrasclet amb el bec es toca les plomes de l'espill en un fals gest d'empolainar-se i l'ànec mandarí mascle fa el mateix amb les plomes taronges de navegació.

### Detecció sensorial
L'ornitorrinc utilitza el bec per navegar sota l'aigua, detectar aliments i cavar. El bec conté electroreceptors i mecanoreceptors, que provoquen contraccions musculars per ajudar a detectar preses. És una de les poques espècies de mamífers que utilitza electrorecepció.

### Empolainament
El bec dels ocells i principalment la punta, juga un paper importantíssim en l'eliminació de paràsits de la pell (ectoparàsits) com els polls. Els estudis han demostrat que impedir que els ocells utilitzin la punta provoca un augment de la càrrega de paràsits en els coloms. També s'ha observat que els ocells que tenen el bec deformat de manera natural tenen nivells més alts de paràsits. Es creu que el voladís a l'extrem de la part superior del bec (és a dir, la part que comença a corbar-se cap avall) llisca contra el bec inferior per aixafar els paràsits.
Sembla que aquest voladís del bec està sota selecció natural estabilitzadora, que s'evita els becs molt llargs perquè són propensos a un nombre més gran de trencaments, com s'ha demostrat en els coloms roquers. Els becs sense voladís no podrien eliminar i eliminar eficaçment els ectoparàsits com s'ha esmentat anteriorment. Els estudis han recolzat que hi ha una pressió de selecció per a una mida intermèdia de volada. S'ha comprovat que els gaigs de bardissa de Califòrnia que tenien els becs més simètrics (és a dir, aquells amb menys voladís), tenien més quantitats de polls. El mateix patró s'ha vist en els estudis dels ocells del Perú.
A més, a causa del paper que juguen els becs en l'empolainament això és una evidència de la coevolució de la morfologia de l'encavalcament del bec i la morfologia corporal dels paràsits. Es va demostrar que l'impediment artificial de la capacitat d'empolainar-se als ocells, seguida de la reedició de la capacitat d'empolainar-se, provoca canvis en la mida corporal dels polls. Una vegada que es va reintroduir la capacitat dels ocells per empolainar-se, es va trobar que els polls mostraven una disminució de la mida corporal, cosa que suggereix que podrien evolucionar en resposta a les pressions d'empolainament dels ocells que podrien respondre al seu torn amb canvis en la morfologia del bec

## Percussió comunicativa
Diverses espècies, incloses les cigonyes, alguns mussols, enganyapastors i menjamels, utilitzen l'espetec del bec com a forma de comunicació. Algunes espècies de picot utilitzen la percussió com a activitat de festeig, mentre que els mascles obtenen el atenció (auditiva) de les femelles des de la distància i després impressionar-les amb el volum i el patró del so. Això explica per què de vegades els humans se senten molestos amb un picoteig que clarament no té cap propòsit d'alimentació (com quan l'ocell picoteja una làmina metàl·lica repetidament).

### Intercanvi de calor
Els estudis han demostrat que alguns ocells utilitzen el bec per alliberar-se de l'excés de calor. El tucà toco, que té el bec més gros respecte a la mida del cos de qualsevol espècie d'ocell, és capaç de modificar el flux sanguini del bec. Aquest procés permet que el bec funcioni com un "radiador tèrmic transitori", sembla que rivalitza amb les orelles d'un elefant en la capacitat d'irradiar calor corporal.
Les mesures de la mida del bec de diverses espècies de pardals americans que es troben a les maresmes al llarg de les costes nord-americanes mostren una forta correlació amb les temperatures d'estiu registrades als llocs on es reprodueixen els pardals; només la latitud va mostrar una correlació molt més feble. Abocant l'excés de calor a través dels becs, els pardals són capaços d'evitar la pèrdua d'aigua que es requeriria pel refredament per evaporació, un benefici important en un hàbitat amb vent on l'aigua dolça és escassa. Diversos casuàrids o l'estruç comú o l'emú, utilitzen diverses parts nues del cos (incloent-hi el bec) per dissipar fins a un 40% de la producció de calor metabòlica. Alternativament, els estudis han demostrat que els ocells de climes més freds (altituds o latituds més altes i temperatures ambientals més baixes) tenen becs més petits, la qual cosa redueix la pèrdua de calor d'aquesta estructura.

## Picotejar
Durant el festeig, les parelles de moltes espècies d'ocells es toquen o s'agafen els becs, aquest comportament sembla reforçar la vinculació de parelles.
Les vegades que ho fan varia segons les espècies. Alguns toquen suaument només una part del bec de la parella, mentre que altres es piquen vigorosament el bec junts.
Els mascarells aixequen ben alt els becs i els repican repetidament, el mascle de fraret mossega el bec de la femella, els mascles dels ocells sedós introdueix el bec a la boca de la femella i els corbs s'agafen els becs en un "petó" prolongat.Picotejar també es pot utilitzar com a gest d'apaivagament o subordinació. El gaig del Canadà de "rang" inferior, habitualment pica els ocells predominants, abaixa el cos i fa gestos tremolosos amb les ales com si d''un ocell jove que demana menjar es tractés. Se sap que una sèrie de paràsits, inclosos els rinonissids i Trichomonas gallinae, es transfereixen entre els ocells mentre es picotegen.
L'ús del terme s'estén més enllà del comportament aviari; "picotejar i amanyagar" en referència al festeig humà (especialment els petons) s'ha utilitzat des de l'època de Shakespeare, i deriva del festeig de coloms.

### Retallada del bec
Com que el bec és un òrgan sensible amb molts receptors sensorials, la retallada del bec és "agudament dolorosa" per als ocells. No obstant això, es fa rutinàriament a ramats d'aus de corral de granja intensiva, especialment ramats de cria de pollastre i ponedores, perquè ajuda a reduir el dany que els ramats s'infligeixen a si mateixos a causa d'una sèrie de comportaments induïts per l'estrès, com ara el canibalisme, el picoteig de la ventilació i el picoteig de plomes. S'utilitza una fulla cauteritzadora o un feix infraroig per tallar aproximadament la meitat del bec superior i aproximadament un terç del bec inferior. El dolor i la sensibilitat poden persistir durant setmanes o mesos després del procediment, i es poden formar neuromes al llarg de les vores tallades. La ingesta d'aliments normalment disminueix durant un període després de tallar el bec. Tanmateix, els estudis mostren que les glàndules suprarenals de les aus afectades pesen menys i els nivells plasmàtics de corticosterona són més baixos que els que es troben a les aus de corral sense intervenir, cosa que indica que estan menys estressats en general.
Una pràctica similar però separada, que normalment realitza un veterinari aviari o un cuidador d'ocells experimentat, consisteix a tallar, llimar o polir els becs dels ocells en captivitat amb finalitats de salut, per corregir o alleujar temporalment els creixements excessius o les deformitats i permetre millor que l'ocell es desplaci durant les activitats normals d'alimentació i empolainar-se.

## Òrgan de la punta del bec

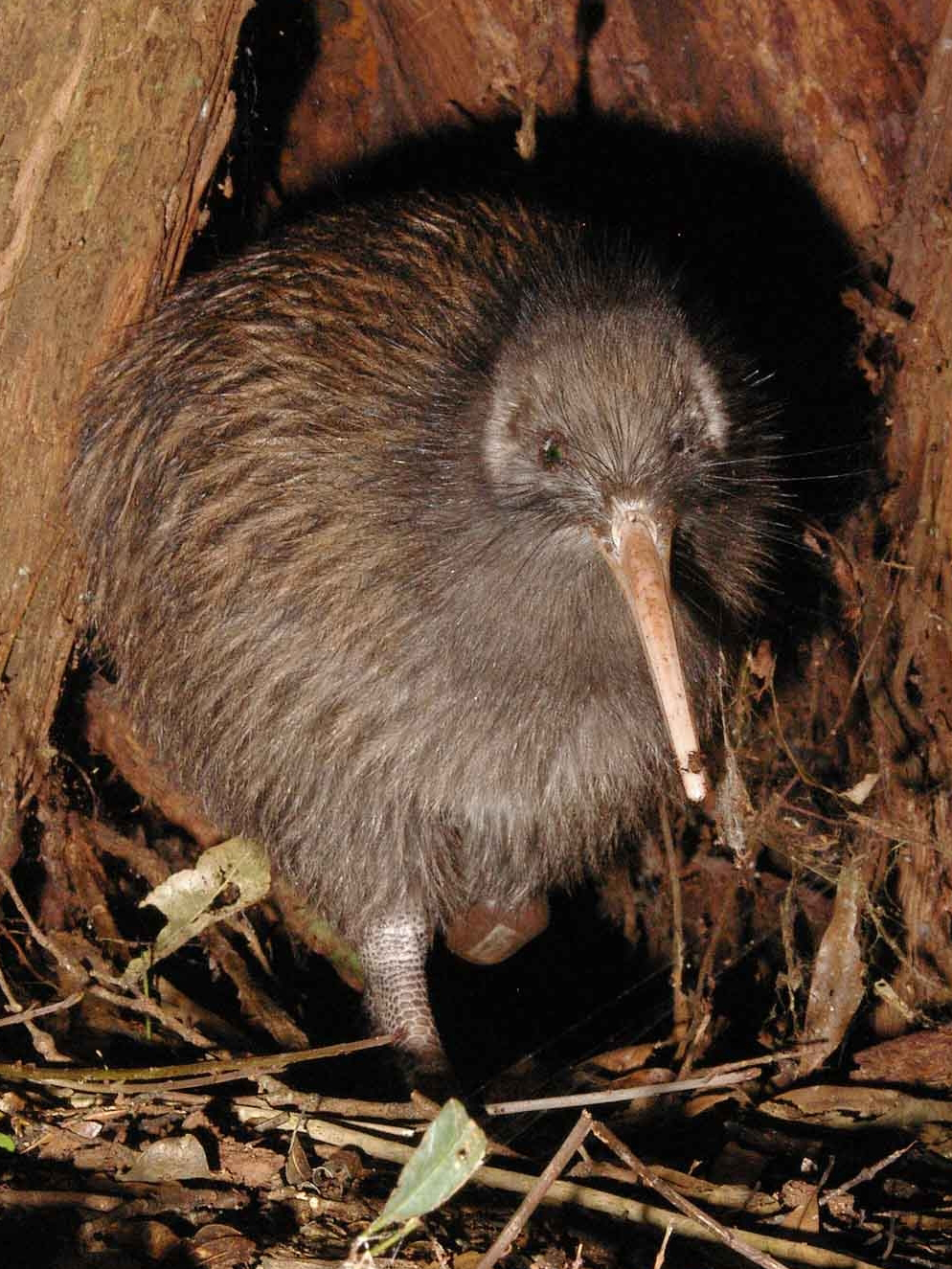
Els kiwis tenen un bec que els permet detectar el moviment

L'òrgan de la punta del bec és una regió que es troba prop de la punta del bec en diversos tipus d'ocells que s'alimenten especialment per sondeig. La regió té una alta densitat de terminacions nervioses conegudes com a corpuscles d'Herbst. Consisteix en fosses a la superfície del bec que en l'ocell viu estan ocupades per cèl·lules que detecten els canvis de pressió. La hipòtesi és que això permet que l'ocell realitzi un 'toc remot', el que significa que pot detectar moviments d'animals que l'ocell no toca directament. Les espècies d'ocells conegudes per tenir un "òrgan de punta de bec" inclouen ibis, ocells limícoles de la família Scolopacidae i kiwis.
Hi ha un suggeriment que en aquestes espècies, l'òrgan de la punta del bec està millor desenvolupat entre les espècies que s'alimenten en hàbitats humits (columna d'aigua o fang tou) que en les espècies que utilitzen un aliment més terrestre. No obstant això, també s'ha descrit en ocells terrestres, inclosos els lloros, que són coneguts per les tècniques d'extracció destre d'aliment. A diferència dels recol·lectors, les fosses tàctils dels lloros estan incrustades a la queratina dura (o ramfoteca) del bec, en lloc de l'os, i al llarg de les vores interiors del bec corbat, en lloc d'estar a l'exterior del bec.

## Galeria
- El bec d'un voltor.
- El bec d'una oca domèstica xinesa, amb el bony exagerat per la selecció dels pagesos.
- El bec d'un flamenc